# Urepel

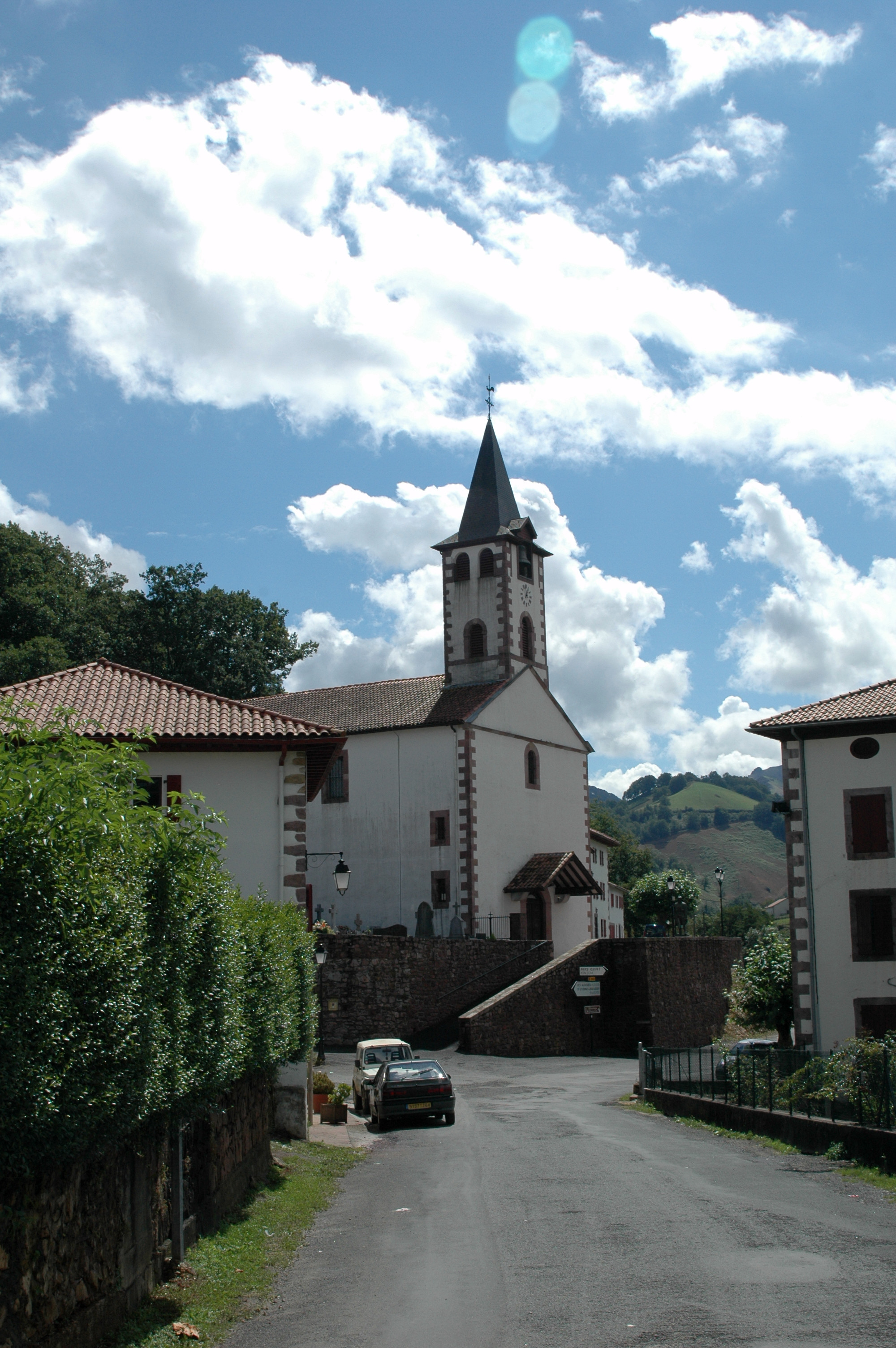

Urepel – miejscowość i gmina we Francji, w regionie Nowa Akwitania, w departamencie Pireneje Atlantyckie.
Według danych na rok 1990 gminę zamieszkiwało 400 osób, a gęstość zaludnienia wynosiła 15 osób/km² (wśród 2290 gmin Akwitanii Urepel plasuje się na 791. miejscu pod względem liczby ludności, natomiast pod względem powierzchni na miejscu 337.).